# ホット・ショット2
『ホット・ショット2』（原題: Hot Shots! Part Deux）は、1993年にアメリカ合衆国で製作・公開されたコメディ映画。今作は『ランボー』をベースに様々な映画をパロディしている。

## ストーリー
サダムの別荘にアメリカ海軍の特殊部隊が潜入したが、逆に全員が捕まってしまうというアクシデントが発生。
折しもアメリカは大統領選の真っ最中で、現政権のベンソン大統領の支持率はこの事件によって大幅に下がってしまう。
政府は捕虜を奪回するべくコマンド部隊の派遣を決定、その指揮官としてトッパー・ハーレーが選ばれる。
隊員と共にペルシャ湾へ向かったトッパーは、そこでかつての恋人であった元精神科医のラマダと再会。彼女の夫・デクスターが捕虜として捕らえられていることを知る。トッパーは作戦遂行とデクスター救出の為にサダムの別荘へと向かうが…

## キャスト
| 役名                               | 俳優                   | 日本語吹替                          | 日本語吹替   |
| 役名                               | 俳優                   | ソフト版                            | テレビ朝日版 |
| ---------------------------------- | ---------------------- | ----------------------------------- | ------------ |
| トッパー・ハーレー                 | チャーリー・シーン     | 山寺宏一                            | 堀内賢雄     |
| タッグ・ベンソン大統領             | ロイド・ブリッジス     | 中村正                              | 大木民夫     |
| ラマダ                             | ヴァレリア・ゴリノ     | 佐々木優子                          | 松本梨香     |
| デントン・ウォルターズ大佐         | リチャード・クレンナ   | 阪脩                                | 池田勝       |
| ミシェル・ハドルストン             | ブレンダ・バーキ       | 勝生真沙子                          | 勝生真沙子   |
| アーヴィッド・ハービンジャー指揮官 | ミゲル・フェラー       | 戸谷公次                            | 江原正士     |
| デクスター・ヘイマン               | ローワン・アトキンソン | 石塚運昇                            | 納谷六朗     |
| サダム・フセイン                   | ジェリー・ヘルヴァ     | 内海賢二                            | 緒方賢一     |
| ウィリアムス                       | マイケル・コールヤー   | 金尾哲夫                            | 荒川太郎     |
| ラビノビッツ                       | ライアン・スタイルズ   | 平野正人                            | 小室正幸     |
| 大統領補佐官                       | デヴィッド・ウォール   | 福田信昭                            | 神谷和夫     |
| グレイ・エドワーズ上院議員         | ミッチェル・ライアン   | 有本欽隆                            | 仁内建之     |
| マサヒロ・ソト日本首相             | クライド・クサツ       | 掛川裕彦                            | 桜井敏治     |
| 哨戒艇の軍人                       | マーティン・シーン     | 有本欽隆                            | 納谷六朗     |
|                                    |                        |                                     |              |
| 翻訳                               | 戸田奈津子（字幕)      | 遠藤寿美子 滝沢ふじお(吹替台詞監修) |              |

- ソフト版：VHS・DVD・BD収録
- テレビ朝日版：初回放送1996年4月21日『日曜洋画劇場』

## スタッフ
- 監督 - ジム・エイブラハムズ
- 製作 - ビル・バダラート
- 製作総指揮 - パット・プロフト
- 脚本 - ジム・エイブラハムズ、パット・プロフト
- 撮影 - ジョン・R・レオネッティ
- 音楽 - ベイジル・ポールドゥリス

## 関連作品
- ナバロンの要塞 (1961年)
- 氷の微笑 (1992年)
- ランボー/怒りの脱出 (1985年)
- ランボー3/怒りのアフガン (1988年)
- ターミネーター2 (1991年)
- ホット・ショット (1991年)
- キックボクサー (1989年)